# Eberhard II. (Ebersberg)
Eberhard II. von Ebersberg (* um 995; † nach 1040) aus dem Hause der Grafen von Ebersberg war Graf von Ebersberg, Markgraf von Krain sowie Vogt von Kloster Ebersberg und Kloster Geisenfeld.

## Leben
Eberhard II. war der zweite und jüngste Sohn von Graf Ulrich von Ebersberg und Richardis von Viehbach († 23. April 1013), Tochter von Markwart II. von Viehbach.
Eberhard II. entschied sich mit seinem Bruder Adalbero II. die Familiengüter zu teilen, in Stiftungen zu überführen und damit den Kirchenbau zu ermöglichen. So erneuerten die Brüder 1037 das Kloster Ebersberg, er gründete im gleichen Jahr das Kloster Geisenfeld und wurde Vogt beider Klöster. 1040 folgte die Bestätigung der Stiftung durch Heinrich III.
Seine Gemahlin war Adelheid von Sachsen († 6. Februar 1037) und die Ehe blieb wohl tragischerweise ohne erwachsene Kinder. Da die Kinder (berichtet wird von drei Söhnen) früh starben, entschieden die Eheleute, ihr Vermögen einer geistlichen Stiftung zuzuwenden, und ermöglichten „zum Lobe und zur Ehre des Namens Gottes und der Gottesgebährerin Maria und der Heiligen“ Klosterbau und -ausstattung.
Neue Quellen schreiben Eberhard II. aber zwei Söhne zu:
- Ulrich von Ebersberg, Graf von Bozen: Stammvater der Grafen von Eppan
- Altemar von Ebersberg

Er war kaiserliche Stütze und oft als Zeuge in den Urkunden genannt.
1040 wird urkundlich erwähnt, dass ein von König Heinrich III. an das Bistum Brixen übertragenes Besitztum in der marchia Creina in comitatu Eberhardi marchionis liegt. Eberhard konnte also die Position seines Vaters im Südosten des Reiches festigen bzw. ausbauen. Die Markgrafschaft konnte sogar im Erbgang über Hadamut, die Nichte Eberhards, an deren Sohn Ulrich I. von Weimar-Orlamünde übergehen. Hadamuts Mutter und Eberhards Schwester Willibirg war mit Graf Werigant von Friaul verheiratet worden, der 1027 auch als comes Wezelinus advocatus ducis Adelperonis erscheint.

## Trivia
- Ein Todesdatum lässt sich nicht eindeutig feststellen. Es werden folgenden Daten angegeben: 24. Juli 1040, 1041, 1044, 1045 oder 1065.[8]
- In einer Quelle wird Eberhard II. auch als Graf von Murach, Murau oder Mureck ausgewiesen, dem auch die Gründung des Klosters Geisenfeld zugeschrieben wird.[4]